# SV Darmstadt 98
Sportverein Darmstadt 1898 e.V., thường được biết đến là Darmstadt 98 (phát âm tiếng Đức: [ˌdaʁmʃtat ʔaxtʔʊntˈnɔɪ̯nt͡sɪç] ⓘ), là một câu lạc bộ bóng đá chuyên nghiệp của Đức có trụ sở ở Darmstadt, Hesse. Câu lạc bộ được thành lập vào ngày 22 tháng 5 năm 1898 với tên FC Olympia Darmstadt. Đầu năm 1919, đơn vị có thời gian ngắn được biết đến là Rasen-Sportverein Olympia trước khi sáp nhập với Darmstädter Sport Club 1905 vào ngày 11 tháng 11 năm đó để trở thành Sportverein Darmstadt 98. Đối tác sáp nhập SC là sản phẩm của liên minh năm 1905 giữa Viktoria 1900 Darmstadt và Germania 1903 Darmstadt. Các cầu thủ bóng đá ngày nay là thành viên của một câu lạc bộ thể thao cũng có hơn 13.500 thành viên bóng rổ, đi bộ đường dài, futsal, judo, và bóng bàn.
Đội bóng đá đã thi đấu ở Bundesliga cho mùa giải 2015–16 và 2016–17 sau 33 năm thi đấu ở các giải đấu thấp hơn. Vào năm 2023, Darmstadt 98 quay trở lại Bundesliga.

## Thành tích
Thành tích của câu lạc bộ:

### Giải quốc gia
- Regionalliga Süd (II)
  - Vô địch: 1972–73
- 2. Bundesliga Süd (II)
  - Vô địch: 1978, 1981
- 2. Bundesliga (II)
  - Á quân: 2014–15, 2022–23
- Regionalliga Süd (IV)
  - Vô địch: 2011
- Hessenliga (II/III/IV)
  - Vô địch: 1950, 1962, 1964, 1971, 1999, 2004, 2008

### Cúp
- Hesse Cup (Hạng III-VII)
  - Vô địch: 1966†, 1999, 2001, 2006, 2007, 2008, 2013
  - Á quân: 1971, 2009, 2014
- † Vô địch bởi đội dự bị.

## Cầu thủ

### Đội hình hiện tại
Tính đến ngày 31 tháng 8 năm 2023
Ghi chú: Quốc kỳ chỉ đội tuyển quốc gia được xác định rõ trong điều lệ tư cách FIFA. Các cầu thủ có thể giữ hơn một quốc tịch ngoài FIFA.
| Số | VT | Quốc gia  | Cầu thủ                               |
| -- | -- | --------- | ------------------------------------- |
| 1  | TM | Đức       | Marcel Schuhen                        |
| 3  | HV | Thụy Điển | Thomas Isherwood                      |
| 4  | HV | Đức       | Christoph Zimmermann                  |
| 5  | HV | Croatia   | Matej Maglica (cho mượn từ Stuttgart) |
| 6  | TV | Đức       | Marvin Mehlem                         |
| 7  | TV | Đức       | Braydon Manu                          |
| 8  | TV | Đức       | Fabian Schnellhardt                   |
| 9  | TĐ | Scotland  | Fraser Hornby                         |
| 10 | TĐ | Thụy Sĩ   | Filip Stojilković                     |
| 11 | TV | Đức       | Tobias Kempe                          |
| 13 | TM | Đức       | Morten Behrens                        |
| 14 | HV | Áo        | Christoph Klarer                      |
| 15 | TV | Đức       | Fabian Nürnberger                     |
| 16 | TV | Đức       | Andreas Müller                        |
| 17 | TV | Đức       | Frank Ronstadt                        |

| Số | VT | Quốc gia  | Cầu thủ                                |
| -- | -- | --------- | -------------------------------------- |
| 18 | TV | Áo        | Mathias Honsak                         |
| 19 | HV | Áo        | Emir Karić                             |
| 20 | HV | Đức       | Jannik Müller                          |
| 22 | TĐ | Đức       | Aaron Seydel                           |
| 23 | TV | Albania   | Klaus Gjasula                          |
| 24 | TĐ | Đức       | Luca Pfeiffer (cho mượn từ Stuttgart)  |
| 26 | HV | Đức       | Matthias Bader                         |
| 27 | TĐ | Đức       | Tim Skarke (cho mượn từ Union Berlin)  |
| 28 | TV | Croatia   | Bartol Franjić (cho mượn từ Wolfsburg) |
| 29 | TĐ | Thụy Điển | Oscar Vilhelmsson                      |
| 30 | TM | Đức       | Alexander Brunst                       |
| 32 | HV | Đức       | Fabian Holland (đội trưởng)            |
| 38 | TV | Đức       | Clemens Riedel                         |
| 42 | TĐ | Đức       | Fabio Torsiello                        |

### Cho mượn
Ghi chú: Quốc kỳ chỉ đội tuyển quốc gia được xác định rõ trong điều lệ tư cách FIFA. Các cầu thủ có thể giữ hơn một quốc tịch ngoài FIFA.
| Số | VT | Quốc gia | Cầu thủ                                                            |
| -- | -- | -------- | ------------------------------------------------------------------ |
| —  | TĐ | Đức      | Henry Crosthwaite (tại Hallescher FC đến ngày 30 tháng 6 năm 2024) |

| Số | VT | Quốc gia     | Cầu thủ                                                                 |
| -- | -- | ------------ | ----------------------------------------------------------------------- |
| —  | TV | Sierra Leone | John Peter Sesay (tại Union Titus Pétange đến ngày 30 tháng 6 năm 2024) |